# Établissement public de santé mentale du Loiret Georges Daumézon
L'établissement public de santé mentale du Loiret Georges Daumézon, souvent appelé EPSM Georges Daumézon, anciennement centre hospitalier spécialisé (CHS) Georges Daumezon puis centre hospitalier départemental (CHD) Georges Daumézon, est un établissement hospitalier français situé à Fleury-les-Aubrais, dans le département du Loiret, en région Centre-Val de Loire. Créé en 1913, l'établissement est spécialisé en psychiatrie.

## Histoire
L'EPSM du Loiret Georges Daumézon a été créé en 1913. Le docteur Rayneau, premier médecin directeur, a, dès l’origine, voulu un hôpital sans murs d’enceinte ni clôture. Cette volonté d’ouverture fut amplifiée par le docteur Georges Daumézon qui, nommé directeur en 1938, donnera son nom à l’établissement. À une époque où il n’existait pas de formation spécifique en faveur des personnels des établissements psychiatriques, ce médecin fit entrer le monde extérieur à l’hôpital, à travers les « centres d’entraînement aux méthodes d’éducation active ». Leur action s’est notamment traduite, pour les personnels, par des stages de formation et, pour le personnel et les patients, par l’organisation d’activités culturelles et sportives. Cette ouverture devait changer radicalement la conception du rôle du soignant et le regard porté sur le malade, devenu partie prenante d’une vie institutionnelle elle-même ouverte sur la cité.

## Organisation
L'EPSM du Loiret Georges Daumézon gère 240 lits d'hospitalisation à temps complet et 246 places sur le site de Fleury-les-Aubrais. L'établissement gère également 40 structures extra-hospitalières dont 14 centres médico-psychologiques pour adultes et 8 centres médico-psychologiques pour enfants et adolescents, répartis sur l’ensemble du territoire du Loiret.

## Unité hospitalière spécialement aménagée
L'EPSM du Loiret Georges Daumézon héberge une unité hospitalière spécialement aménagée (UHSA), inaugurée le 13 février 2013, qui accueille les personnes détenues de la direction interrégionale des services pénitentiaires de Dijon. L'UHSA dispose de quarante lits répartis en deux unités d'hébergement. Elle est dirigée par un directeur-adjoint de l'EPSM et la surveillance est assurée par des personnels volontaires appartenant à l'administration pénitentiaire qui n'interviennent dans le secteur de soins que sur demande des soignants. 